# Altamira (Bilbao)
Altamira es un barrio de la ciudad vasca de Bilbao, en el norte de España.
Forma parte del distrito Basurtu-Zorrotza (distrito 8). Tiene 1902 habitantes y una superficie de 15.37 hectáreas.
El barrio se construyó a finales de la década de los 50, en las faldas del Monte Cobetas.
Debido a este hecho, Altamira es un barrio con numerosas cuestas, lo que añadido al envejecimiento de la población se convierte en un verdadero problema de accesibilidad y movilidad para sus vecinos. No obstante hay acceso en coche, hasta la puerta del 90 % de las viviendas.
A los pies del barrio, se encuentra el albergue municipal de Bilbao y en lo alto (Camino Kobetas) se encuentra el albergue para peregrinos.
Como peculiaridad, el barrio no cuenta con nombres en sus calles y debido a que su construcción comenzó de abajo hacia arriba y de derecha a izquierda, los números de los portales son un tanto difíciles; el número 28 se encuentra en la parte baja del barrio y el 31 en la zona más alta...
- Junto a la parada del autobús, hay un cartel, con mapa del barrio y números de portales.

Además, cuenta con un ambulatorio y diversos comercios como carnicería, frutería, farmacia, peluquerías, entre otros.

## Transporte
- Bilbobus: Líneas que pasan por Altamira:

| Línea | Recorrido               | Frecuencia (minutos) |
| ----- | ----------------------- | -------------------- |
| 58    | Monte Caramelo - Atxuri | 20                   |
| 28    | Altamira - Uribarri     | 20                   |